# Formula 2 inglese 1996
La stagione 1996 della F2 inglese (1996 Venson British F2 Championship) fu corsa su 10 gran premi e fu la settima, e ultima, della serie. Pur definitiva come Formula 2, impiegava vetture di Formula 3000. Fu vinta da Gareth Rees della scuderia Super Nova Racing su Reynard 95D-Cosworth.

## Piloti e team
| Team                      | Telaio  | Numero | Pilota             | Gare      |
| ------------------------- | ------- | ------ | ------------------ | --------- |
| Fred Goddard Racing       | 95D     | 1      | Werner Lupberger   | Tutte     |
| Fred Goddard Racing       | 94D/95D | 6      | Sascha Maassen     | 4, 6, 8-9 |
| Fred Goddard Racing       | 95D     | 16     | Sarah Kavanagh     | 4, 6      |
| Fred Goddard Racing       | 93D     | 22     | Alan Berkov        | 1         |
| Fred Goddard Racing       | 91D     | 24     | William Hewland    | 4         |
| Fred Goddard Racing       | 95D     |        | Jason Watt         | 10        |
| Fred Goddard Racing       | 94D     |        | Steven Arnold      | 1         |
| Super Nova Racing         | 95D     | 2      | Gareth Rees        | 1-8       |
| Super Nova Racing         | 95D     | 2      | David Cook         | 9-10      |
| Super Nova Racing         | 95D     | 3      | Luiz Garcia Jr.    | Tutte     |
| Durango Equipe            | 95D     | 4      | Luca Riccitelli    | 1-4       |
| Durango Equipe            | 95D     | 5      | Alfredo Piedimonte |           |
| Durango Equipe            | 95D     | 5      | Fabrizio Gollin    | 1         |
| Durango Equipe            | 95D     | 5      | Vito Popolizio     | 2-3       |
| Durango Equipe            | 95D     | 7      | Pietro Ferrero     | 4         |
| Durango Equipe            | 95D     |        | Denny Zardo        | 5         |
| Madgwick International    | 95D     | 8      | Christian Horner   | 5-10      |
| Edenbridge                | 95D     | 9      | Gonzalo Rodríguez  | 4-10      |
| DKS Prosperity Management | 95D     | 10     | Perry McCarthy     | 8-10      |
| David Mercer              | 94D     | 20     | David Mercer       | 1,4-10    |
| Team Schemes              | 92D     |        | Nigel Smith        | 4         |
| Team Worswick             | 93D     |        | Tom Worswick       | 5         |
| Weylock                   | 94D     |        | Lars Johansson     | 6         |
|                           | 91D     |        | Francis Phillips   | 8         |
|                           | 91D     |        | Paul Smith         | 10        |

## Risultati e classifiche

### Risultati
| Gara | Luogo          | Data         | Giri | Lunghezza | Tempo    | Pole Position     | GPV             | Vincitore        |
| ---- | -------------- | ------------ | ---- | --------- | -------- | ----------------- | --------------- | ---------------- |
| 1    | Oulton         | 5 aprile     | 30   |           | 25:21.57 | Gareth Rees       | Luca Riccitelli | Gareth Rees      |
| 2    | Snetterton     | 6 maggio     | 25   |           | 25:17.14 |                   | Luiz Garcia Jr. | Gareth Rees      |
| 3    | Snetterton     | 6 maggio     | 25   |           | 27:27.33 |                   | Luiz Garcia Jr. | Gareth Rees      |
| 4    | Silverstone    | 22 giugno    | 35   |           | 30:32.35 | Sascha Maassen    |                 | Gareth Rees      |
| 5    | Oulton         | 6 luglio     | 25   |           | 36:15.11 | Gareth Rees       |                 | Gareth Rees      |
| 6    | Donington Park | 4 agosto     | 30   |           | 30:44.30 | Gareth Rees       |                 | Sascha Maassen   |
| 7    | Brands Hatch   | 26 agosto    | 35   |           | 23:02.53 | Gareth Rees       |                 | Werner Lupberger |
| 8    | Silverstone    | 29 settembre | 16   |           | 26:27.74 | Gonzalo Rodríguez |                 | Gareth Rees      |
| 9    | Brands Hatch   | 13 ottobre   | 40   |           | 26:43.79 | Luiz Garcia Jr.   |                 | Luiz Garcia Jr.  |
| 10   | Donington Park | 27 ottobre   | 22   |           | 22:31.88 | Luiz Garcia Jr.   |                 | Luiz Garcia Jr.  |

### Classifica Piloti
- I punti vengono assegnati secondo lo schema seguente:

| Risultato | 1 | 2 | 3 | 4 | 5 | 6 |
| --------- | - | - | - | - | - | - |
| Punti     | 9 | 6 | 5 | 3 | 2 | 1 |

| Pos | Pilota            | OUL | SNE | SNE | SIL | OUL | DON | BRH | SIL | BRH | DON | Punti |
| --- | ----------------- | --- | --- | --- | --- | --- | --- | --- | --- | --- | --- | ----- |
| 1   | Gareth Rees       | 1   | 1   | 1   | 1   | 1   | 5   | Rit | 1   |     |     | 56    |
| 2   | Luiz Garcia Jr.   | Rit | 2   | 2   | 2   | Rit | 3   | 2   | 2   | 1   | 1   | 52    |
| 3   | Werner Lupberger  | 4   | 3   | 3   | Rit | 3   | Rit | 1   | 6   | 3   | 2   | 36    |
| 4   | Gonzalo Rodríguez |     |     |     | Rit | 2   | 2   | Rit | Rit | 2   | 3   | 22    |
| 5   | Christian Horner  |     |     |     |     | Rit | 4   | 3   | 3   | 5   | 6   | 14    |
| 6   | Sascha Maassen    |     |     |     | Rit |     | 1   |     | NP  | 4   |     | 12    |
| 7   | Luca Riccitelli   | 2   | 4   | Rit | Rit |     |     |     |     |     |     | 9     |
| 8   | Perry McCarthy    |     |     |     |     |     |     |     | 3   | Rit | Rit | 4     |
| 8   | Fabrizio Gollin   | 3   |     |     |     |     |     |     |     |     |     | 4     |
| 8   | Pietro Ferrero    |     |     |     | 3   |     |     |     |     |     |     | 4     |
| 11  | David Cook        |     |     |     |     |     |     |     |     | 6   | 4   | 4     |
| 12  | Denny Zardo       |     |     |     |     | 4   |     |     |     |     |     | 3     |
| 13  | Vito Popolizio    |     | 5   | Rit |     |     |     |     |     |     |     | 2     |
| 13  | Jason Watt        |     |     |     |     |     |     |     |     |     | 5   | 2     |
| Pos | Pilota            | OUL | SNE | SNE | SIL | OUL | DON | BRH | SIL | BRH | DON | Punti |

| Colore  | Risultato             |
| ------- | --------------------- |
| Oro     | Vincitore             |
| Argento | 2º posto              |
| Bronzo  | 3º posto              |
| Verde   | Finito a punti        |
| Blu     | Finito senza punti    |
| Viola   | Ritirato (Rit)        |
| Viola   | Non classificato (NC) |
| Rosso   | Non qualificato (NQ)  |
| Nero    | Squalificato (SQ)     |
| Bianco  | Non partito (NP)      |
| Bianco  | Non ha gareggiato     |
| Bianco  | Infortunato (INF)     |
| Bianco  | Escluso (ES)          |
| Bianco  | Gara cancellata (C)   |

### Classe B
| Pos | Pilota           | OUL | SNE | SNE | SIL | OUL | DON | BRH | SIL | BRH | DON | Punti |
| --- | ---------------- | --- | --- | --- | --- | --- | --- | --- | --- | --- | --- | ----- |
| 1   | David Mercer     | 6   |     |     | 4   | Rit | Rit | 4   | 5   | 7   | 8   | 42    |
| 2   | Alan Berkov      | 5   |     |     |     |     |     |     |     |     |     | 9     |
| 2   | Tony Worswick    |     |     |     |     | 5   |     |     |     |     |     | 9     |
| 2   | Lars Johansson   |     |     |     |     |     | Rit |     |     |     |     | 9     |
| 2   | Paul Smith       |     |     |     |     |     |     |     |     |     | 7   | 9     |
| 6   | Francis Phillips |     |     |     |     |     |     |     | 7   |     |     | 6     |
| 6   | Nigel Smith      |     |     |     | NC  |     |     |     |     |     |     | 6     |
| 8   | William Hewland  |     |     |     | Rit |     |     |     |     |     |     | 0     |
|     | Steven Arnold    | NP  |     |     |     |     |     |     |     |     |     | -     |
| Pos | Pilota           | OUL | SNE | SNE | SIL | OUL | DON | BRH | SIL | BRH | DON | Punti |

| Colore  | Risultato             |
| ------- | --------------------- |
| Oro     | Vincitore             |
| Argento | 2º posto              |
| Bronzo  | 3º posto              |
| Verde   | Finito a punti        |
| Blu     | Finito senza punti    |
| Viola   | Ritirato (Rit)        |
| Viola   | Non classificato (NC) |
| Rosso   | Non qualificato (NQ)  |
| Nero    | Squalificato (SQ)     |
| Bianco  | Non partito (NP)      |
| Bianco  | Non ha gareggiato     |
| Bianco  | Infortunato (INF)     |
| Bianco  | Escluso (ES)          |
| Bianco  | Gara cancellata (C)   |